# Фаринере (Асти)
Фаринере је насеље у Италији у округу Асти, региону Пијемонт.
Према процени из 2011. у насељу је живело 166 становника. Насеље се налази на надморској висини од 234 м.